# Nadbiskupijsko misijsko međunarodno sjemenište Redemptoris Mater u Vogošći
Nadbiskupijsko misijsko međunarodno sjemenište Redemptoris Mater, rimokatoličko misijsko sjemenište Vrhbosanske nadbiskupije u Sarajevu, sa sjedištem u Vogošći, Donja Jošanica I/1.
24. lipnja 2011. kardinal Vinko Puljić odobrio je stvaranje sjemeništa Redemptoris Mater u Sarajevu. 17. rujna 2011. na blagdan Rana sv. Franje Asiškog Kiko je osnovao Sjemenište Redemptoris Mater u Sarajevu s desetoricom bogoslova. Vinko Puljić je dana 28. listopada 2011., na blagdan svetih Apostola Šimuna i Tadeja i na spomen sv. Joakima Royo Pereza i Ivana Alcobera (mučenika u Kini †1748.) izdao Dekret o osnivanju Nadbiskupijskog misijskog međunarodnog sjemeništa Redemptoris Mater u Sarajevu sa sjedištem u Vogošći. Prva skupina je sastavljena od 8 bogoslova iz 4 različite države (Hrvatska, Slovenija, Meksiko i Brazil).  3. veljače 2012. u katedrali je bila inauguracija Sjemeništa i potpisivanje Dekreta Missio ad gentes. 2013. godine vrhbosanski nadbiskup Vinko kardinal Puljić osnovao je župu Vogošća, na čijem je teritoriju sjedište Sjemeništa. Župu je posvetio tada Blaženoj Majci Tereziji iz Kalkute. Dotad su teritorij ove župe pastoralno dijelile župe Marijin Dvor te Čemerno-Ljubina. Prostor od Kobilje Glave do Semizovca pripao je novoj župi. Župna kuća postala je međunarodno sjemenište tako da se u njoj svaki dan održavaju molitve i euharistija. 29. prosinca 2013. na blagdan svete Nazaretske Obitelji u sjemeništu je bilo prvo đakonsko ređenje. Kardinal Vinko Puljić podijelio je sveti red Đakonata Joštu Mezegu. 29. lipnja 2014. na blagdan sv. Petra i Pavla sjemenište je imalo prvo svećeničko ređenje.

## Vanjske poveznice
- Nadbiskupijsko misijsko međunarodno sjemenište Redemptoris Mater